# مدرسة التزلج والقتال في الجبال
مدرسة التزلج والقتال في الجبال (بالإنجليزية: The Skiing and Mountain Fighting School)‏ هي مدرسة تابعة للقوات المسلحة اللبنانية. تتمركز المدرسة بشكل ثابت منذ استقلالها الإداري في منطقة الأرز بثكنة يوسف رحمة.

## محطات تاريخية
- في العام 1957 استقبلت المدرسة فخامة رئيس الجمهورية اللبنانية كميل شمعون يرافقه شاه ايران وعقيلته.
- في العام 1962 قامت عناصر المدرسة بمهمة عملانية وتم القاء القبض على بعض الفارين من وجه العدالة في جرود تنورين وبظروف ثلجية قاسية.
- في العام 1963 حتى العام 1975 كانت مدرسة التزلج تقوم بتنظيم البطولة الدولية العسكرية للتزلج بالإضافة إلى تنظيم بطولة لبنان أيضا.
- في العام 1969 نفذت عناصر مدرسة التزلج مهمة تفتيش عن مفقودين في جبل الشيخ وذلك في فصل الشتاء.
- كانت مدرسة التزلج قد شاركت في السباقات الدولية للتزلج في كل من ايران والنرويج (1974) وسويسرا (1975) وفلندا (1982) والنرويج (1999) والنمسا (2000).
- كانت ولا تزال المدرسة تقوم سنويا بانقاذ بعض المحتجزين من جراء العواصف الثلجية والتفتيش عن مفقودين.
- تقوم مدرسة التزلج بتدريب كافة قطع وألوية الجيش على فن التزلج سنويا.
- تشارك المدرسة بكافة بطولات لبنان للتزلج التي ينظمها الاتحاد وكذلك البطولات العسكرية

## المهام
- تنفيذ مهمات خاصة على الثلج (قتال، إنقاذ، فتح طرقات ...إلخ).
- إعداد وتحضير وتدريب فرق الجيش الرياضية في لعبة التزلج.
- تدريب تلامذة المعاهد والمدارس العسكرية وعناصر وحدات الجيش على التزلج والقتال الجبلي .
- تدريب عناصر من القوى الأمنية الأخرى على فن التزلج.
- القيام بعمليات الإنقاذ والتفتيش عن المفقودين والمحاصرين في الثلوج في الظروف والأحوال الجوية كافة، وإخلاء المرضى والجرحى.
- التنسيق الدائم مع الاتحاد اللبناني للتزلج والإتحادات العسكرية الأجنبية لتبادل الخبرات وتنظيم السباقات في منطقة الأرز.

## الشعار

شعار المدرسة

يتكون شعار المدرسة من زلاج يمثل القتال في الجبال ومهمة البحث، ويمثل اللون الأبيض نقاء الثلوج في الجبال اللبنانية، والجبال التي تمثل الارتفاع، بالإضافة إلى تصويرأشجار الأرز (رمز الأمة) واثنين من أوراق الغار تمثل الامتنان.

## آنظر أيضا
- الأكاديمية العسكرية الأمريكية
- معهد تعليم الجيش اللبناني
- كلية فؤاد شهاب للقيادة والأركان
- مدرسة القوات البحرية اللبنانية

## وصلات خارجية
- مدرسة التزلج والقتال في الجبال